# Temnora murina
Temnora murina là một loài bướm đêm thuộc họ Sphingidae. Loài này có ở Nam Phi.